# Бабинці (Вінницький район)
Бабинці́ (в деяких джерелах Ба́бинці) — село в Україні, у Погребищенській міській громаді Вінницького району Вінницької області. До 2020 центр Бабинецької сільської ради. Розташоване за 23 км від центру громади, за 20 км від зупинного пункту Рось. Населення становить 595 осіб.

## Географія
Село займає територію 2,269 км². Селом протікає річка Оріховатка, ліва притока Росі (басейн Дніпра). На північному заході село межує з селом Новофастовом, на південний схід від села, нижче за течією Оріховатки, розташоване село Скибинці. Місце розташування Бабинців і його околиць рівне, відкрите, з чорноземним ґрунтом.

## Адміністративна приналежність
До 1792 року село було у складі Речі Посполитої.
У другій половині 19 століття село входило до складу Бабинецької волості Сквирського повіту Київської губернії.

## Історія
Перше село на місці сучасного села було зруйновано під час загарбницьких війн поляків. Заселено повторно на початку 18 століття. У 1750 році село належало Адаму Бржостовському, генерал-лейтенанту військ литовських. Пізніше селом володів Захарій Ганський, який продав його Стефану Любовицькому.
В середині 19 століття село простягалося на 3,5 верстви, складалося з трьох частин — власне Бабинців навколо церкви, Старої Степанівки — нижче по річці в бік Скибинців, Нової Степанівки — частини села на правому березі Оріховатки — навпроти церкви. Обидві Степанівки заселено вже наприкінці 18 століття, за Стефана Любовицького. До 1846 року селом володів його син Йосип. Певний час селом володіла його дружина Жозефіна. З 1857 року селом володів Вацлав Любовицький, другий син Стефана Любовицького.
У 1831 році на правому березі, біля Старої Степанівки, в урочищі було знайдено в землі старовинний кам'яний склеп.
У 1900 році у селі був 251 двір, тут проживало мешканців обох статей 1617 осіб, з них чоловіків — 811, жінок — 806. Головним зайняттям мешканців було землеробство.
Під час Другої світової війни у другій половині липня 1941 року село було окуповане німецько-фашистськими військами. Червоною армією село зайняте 31 грудня 1943 року.
На початку 1970-х років у Бабинцях містилася центральна садиба колгоспу ім. Леніна. Господарство обробляло 3138 га землі, у тому числі 2469 га орної. Крім рільництва й тваринництва, розвинуті були допоміжні галузі виробництва — рибництво і видобування граніту. В селі була восьмирічна школа, будинок культури, бібліотека, парк.
12 червня 2020 року, відповідно до розпорядження Кабінету Міністрів України № 707-р «Про визначення адміністративних центрів та затвердження територій територіальних громад Вінницької області», увійшло до складу Погребищенської міської громади.
19 липня 2020 року, в результаті адміністративно-територіальної реформи та ліквідації Погребищенського району, село увійшло до складу Вінницького району.

## Населення
За даними перепису 2001 року кількість наявного населення села становила 585 осіб, із них 98,99 % зазначили рідною мову українську, 1,01 % — російську.
| Рік            | ~1864 | 1897 | ~1900 | ~1972 | 1989 | 2001 |
| -------------- | ----- | ---- | ----- | ----- | ---- | ---- |
| Кількість осіб | 1026  |      | 1617  | 1248  | 741  | 585  |

### Мова
Розподіл населення за рідною мовою за даними перепису 2001 року:
| Мова       | Відсоток |
| ---------- | -------- |
| українська | 98,99%   |
| російська  | 1,01%    |

## Видатні уродженці
- Джуранюк Валентина Іванівна – українська художниця декоративної кераміки.